# کراست پانک
کراست پانک (انگلیسی: Crust punk) (همچنین به عنوان استنچ‌کور یا به اختصار کراست نیز شناخته می‌شود) زیرشاخه ای از پانک راک است که تحت تأثیر صحنه پانک انگلیسی و همچنین اکستریم متال است. این سبک که در اوایل دهه ۱۹۸۰ در انگلستان تکامل یافت، اغلب دارای آهنگ‌هایی با اشعار تیره و بدبینانه در مورد آسیب‌های سیاسی و اجتماعی است.